# Brescello
Brescello est une commune italienne d'environ 5 600 habitants, située dans la province de Reggio d'Émilie en Émilie-Romagne, dans le nord de l'Italie.
Brescello a été rendue célèbre au cours des années 1950 pour avoir servi de cadre aux démêlés de Don Camillo et Peppone, les deux personnages principaux de la série de romans de Giovannino Guareschi et des films qui en ont été tirés.

## Géographie
La commune de Brescello occupe environ 25 kilomètres carrés[réf. souhaitée] et est distante de 28 kilomètres de Reggio d'Émilie et 20 kilomètres de Parme. À proximité passent la rivière Enza et le Pô.

## Histoire
Les origines de Brescello remontent à l’époque préhistorique comme le montrent les découvertes faites dans les localités de Ravisa di San Genesio et de Motta Balestri. De nombreux objets sont exposés au musée archéologique.
Les Celtes cénomans sont les premiers à s'établir de manière permanente dans cette zone de la vallée du Pô et la nomment Brixellum, qui viendrait du celtique briga signifiant colline, mont ou forteresse qui serait également l'étymologie de la ville de Brescia (Brixia) et de celle de Bressanone (Brixen).
Brescello devient une colonie romaine vers -190--189, peuplée par les Arnense, venant du Latium. Brescello est un important centre économique et stratégique, situé à un point clé le long du cours du fleuve.
Au cours du Ier siècle, Brescello se développe et devient une ville riche et peuplée avec son forum et son aqueduc et différentes administrations et corporations.
À la suite du déclin de l'Empire romain à partir du IIIe siècle, la ville périclite lentement et fait l'objet de pillages et de destructions (elle est pillée en 227). Malgré la crise politique et économique, Brescello devient siège de l’évêché en 389. Le premier évêque est Genesio, aujourd'hui saint patron de la commune.
En 572, la ville est occupée par les Lombards qui le transforme en duché. Entre le VIe et VIIe siècles Brescello est impliquée dans un conflit permanent entre l’exarchat de Ravenne et les barbares qui envahissent la plaine du Pô. Les dévastations causées par les troupes du roi Agilulf, en 603, et par plusieurs inondations catastrophiques, en 589 et vers 605-610, entraînent la disparition de la Brixellum gallo-romaine.
Dans la première moitié du XIIe siècle, un château-fort s'élève sur l'ancien site de Brixillum pour la défense et le contrôle du trafic fluvial. Par la suite, d’importants ordres monastiques, comme celui des Bénédictins, s'y établissent.
Au XIIe siècle, Brescello dépend politiquement de Parme alors qu'au cours des siècles suivants, l’histoire du village reflète l’alternance de différentes dominations : la famille des Correggeschi, des Rossi, des Visconti, des Sforza, jusqu’aux Este en 1479.
Les sanglantes batailles pour conquérir la ville conduisent les Este à concevoir et bâtir une enceinte de murailles pentagonale avec un fossé, faisant de Brescello une ville forteresse. La nouvelle ville est appelée alors, « herculéenne», en l'honneur d'Hercule II d'Este. En 1704, la muraille et la forteresse de Brescello sont détruites par les Espagnols et le village s’enfonce de nouveau dans l’anonymat pour plus d’un siècle. La ville appartient à la Maison d'Este jusqu’au 1861, année au cours de laquelle Brescello fait partie du royaume d'Italie comme d’autres villes de la Reggio d'Émilie.

## Brescello et don Camillo
Brescello est le village où est située l'action des romans de la série Don Camillo, écrits par Giovannino Guareschi (originaire de Roccabianca, situé dans la région).
C'est donc naturellement que Brescello a servi de décor naturel au réalisateur Julien Duvivier pour le tournage des deux premiers films de la série, Le Petit Monde de don Camillo (sorti en 1952) et Le Retour de don Camillo (sorti en 1953). Si l'église est bien celle de Brescello pour l'extérieur, les scènes se déroulant à l'intérieur de l'église ont été tournées aux studios de Cinecitta à Rome.
À l'entrée du village, des panneaux montrent les personnages de Peppone et don Camillo, respectivement interprétés au cinéma par Gino Cervi et Fernandel. La statue en bronze de Peppone à l'entrée de la mairie et, à l'entrée de l'église, celle de don Camillo, sont les œuvres d'Andrea Zangani. En face à la mairie et au bar Don Camillo, on voit une copie de la grande statue d'Ercole Benefattore, œuvre de Jacopo Tatti (XVIe siècle).
À côté de la place Matteotti, dans une grande salle du Centro Culturale San Benedetto (ancien monastère du XVe siècle), se trouve le musée Peppone et Don Camillo, ouvert en 1989, avec de nombreux objets, souvenirs, documents. À côté du musée, on peut voir le char d'assaut M26 Pershing (le char utilisé dans le film étant un M24 Chafee), la place Giovannino Guareschi et l'entrée du musée archéologique.
Un itinéraire touristique amène le visiteur sur chaque lieu cinématographique ayant survécu au temps, comme l'église avec le Christ de don Camillo, la maison de Peppone, la maison et la cloche de don Camillo, la gare, la Madonna du Borghetto.
Le 4 avril 2010, durant la nuit de Pâques, un incendie a éclaté dans l'église du village provoquant de nombreux dégâts. Le fameux Christ de don Camillo a été endommagé. La commune de Brescello a lancé une souscription pour la restauration de l'église.
Quelques mois plus tard, en octobre 2010, le musée a servi de décor pour quelques scènes de vidéo du chanteur italien Zucchero pour son album Chocabeck.

## Présence de la 'Ndrangheta calabraise
Le 8 novembre 2013, dans le cadre de longue enquête, les carabiniers ont effectué une vaste opération qui a conduit à la saisie de plusieurs actifs d'une valeur de trois millions d’euros. Ces dernières années, les journaux locaux rapportent régulièrement les querelles, les saisies de biens, les arrestations et les meurtres liés aux actions de la 'Ndrangheta. Le 20 avril 2016, le conseil des ministres a décidé de dissoudre le conseil municipal pour infiltration mafieuse, devenant ainsi la première commune d'Émilie-Romagne à être dissoute pour des raisons mafieuses.

## Bretzels et Brescello
Une légende tenace dans quelques villages proches de Colmar en Alsace fait du village de Brescello le lieu d'origine du boulanger créateur du bretzel en Alsace, qui aurait voulu honorer son village de naissance en donnant son nom à sa création.

## Événements

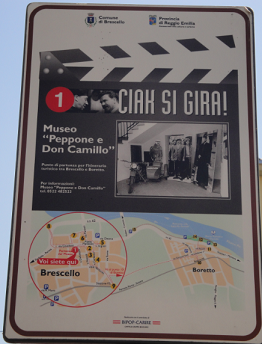
Un des panneaux guidant les visiteurs en suivant les rues et l'histoire du village.

- Depuis 2002, un festival cinématographique annuel en juin (place Matteotti), Brescello Film Festival

## Les personnalités
- Mario Nizolio  (Brescello, 1488 – Sabbioneta, 1567), humaniste et philosophe ;
- Antonio Panizzi (Brescello, 1787 – Londres, 1870), intellectuel, patriote, sénateur du royaume d'Italie, directeur du British Museum de Londres (la bibliothèque communale porte son nom) ;
- Carlo Zatti (Brescello, 1809 – 1899), peintre ;
- Carlo Pisi (Poviglio, 1897 - Brescello, 1979), sculpteur.

## Administration
| Maire - Bourgmestre                              | Parti                                   | Parti                     | Mandat          | Mandat                        |
| Maire - Bourgmestre                              | Parti                                   | Parti                     | Début           | Fin                           |
| ------------------------------------------------ | --------------------------------------- | ------------------------- | --------------- | ----------------------------- |
| Innocente Arontaldi                              | Parti Communiste Italien                | 25 avril 1945             | 18 mars 1946    | Comité de Libération National |
| Innocente Arontaldi                              | Parti Communiste Italien                | 18 mars 1946              | 1947            | Élection 1946                 |
| Leda Palazzi Bacchi                              | Parti Communiste Italien                | 1947                      | 1951            | Élection 1946                 |
| Afro Bettati                                     | Parti Socialiste Italien                | 1951                      | 1956            | Élection 1951                 |
| Afro Bettati                                     | Parti Socialiste Italien                | 1956                      | 1960            | Élection 1956                 |
| Afro Bettati                                     | Parti Socialiste Italien                | 1960                      | 1965            | Élection 1960                 |
| Afro Bettati                                     | Parti Socialiste Italien                | 1965                      | 1 juillet 1970  | Élection 1965                 |
| Volmer Bonini                                    | Parti Communiste Italien                | 1 juillet 1970            | 1975            | Élection 1970                 |
| Volmer Bonini                                    | Parti Communiste Italien                | 1975                      | 1980            | Élection 1975                 |
| Volmer Bonini                                    | Parti Communiste Italien                | 1980                      | 12 mai 1985     | Élection 1980                 |
| Ermes Coffrini                                   | Parti Communiste Italien                | 12 mai 1985               | 1990            | Élection 1985                 |
| Ermes Coffrini                                   | Parti démocrate de la gauche            | 1990                      | 24 avril 1995   | Élection 1990                 |
| Ermes Coffrini                                   | Parti démocrate de la gauche            | 24 avril 1995             | 14 juin 1999    | Élection 1995                 |
| Ermes Coffrini                                   | Démocrates de gauche                    | 14 juin 1999              | 14 juin 2004    | Élection 1999                 |
| Giuseppe Vezzani                                 | Démocrates de gauche                    | 14 juin 2004              | 8 juin 2009     | Élection 2004                 |
| Giuseppe Vezzani                                 | Parti démocrate                         | 8 juin 2009               | 26 mai 2014     | Élection 2009                 |
| Marcello Coffrini                                | Parti démocrate                         | 26 mai 2014               | 20 février 2016 | Élection 2014                 |
| Michele Formiglio                                | Commission extraordinaire               | Commission extraordinaire | 23 février 2016 | 20 avril 2016                 |
| Michele Formiglio Antonio Oriolo Luciana Lucianò | Commission extraordinaire               | Commission extraordinaire | 20 avril 2016   | 11 juin 2018                  |
| Elena Benassi                                    | Liste civique de centre-gauche          | 11 juin 2018              | 15 mai 2023     | Élection 2018                 |
| Carlo Fiumicino                                  | Liste civique (Parti démocrate italien) | 15 mai 2023               | en cours        | Élection 2023                 |

### Hameaux
Coenzo a Mane, Ghiarole, Lentigione, Sorbolo a Mane

### Communes limitrophes
Boretto, Gattatico, Mezzani, Poviglio, Sorbolo, Viadana

## Infrastructures
La gare ferroviaire de Brescello-Viadana, mise en service en 1883 et qui apparaît dans quatre des cinq films de la série Don Camillo réunissant Fernandel et Gino Cervi, est située sur le territoire de Brescello mais dessert également la ville limitrophe de Viadana.